# مارتا دومينغيث
مارتا دومينغيث أثبيليتا (بالإسبانية: Marta Domínguez Azpeleta، ولدت في 3 نوفمبر 1975، بلنسية، إسبانيا) رياضية ألعاب قوى إسبانية.
حصلت على الميدالية الذهبية في بطولة العالم لألعاب القوى عام 2009 في برلين، كما حازت على ميداليتين ذهبيتين في بطولات أوروبا لألعاب القوى، وعلى الميدالية الذهبية في بطولة أوروبا لألعاب القوى داخل الصالات، وعلى الميدالية الذهبية في بطولة أوروبا للعدو الريفي.

## إنجازاتها

### بطولة العالم لألعاب القوى
- 2001 إدمونتون  كندا:  ميدالية فضية في سباق 5.000 متر.
- 2003 باريس  فرنسا:  ميدالية فضية في سباق 5.000 متر.
- 2009 برلين  ألمانيا:  ميدالية ذهبية في سباق 3.000 متر حواجز.

### بطولة العالم لألعاب القوى داخل الصالات
- 2003 برمينغهام  المملكة المتحدة:  ميدالية فضية في سباق 3.000 متر.

### بطولة أوروبا لألعاب القوى
- 1998 بودابست  المجر:  ميدالية برونزية في سباق 5.000 متر.
- 2002 ميونخ  ألمانيا:  ميدالية ذهبية في سباق 5.000 متر.
- 2006 غوتنبرغ  السويد:  ميدالية ذهبية في سباق 5.000 متر.
- 2010 برشلونة  إسبانيا:  ميدالية فضية في سباق 3.000 متر حواجز.

### بطولة أوروبا لألعاب القوى داخل الصالات
- 1996 ستوكهولم  السويد:  ميدالية برونزية في سباق 3.000 متر.
- 1998 فالنسيا  إسبانيا:  ميدالية برونزية في سباق 3.000 متر.
- 2000 خنت  بلجيكا:  ميدالية برونزية في سباق 3.000 متر.
- 2002 فيينا  النمسا:  ميدالية ذهبية في سباق 3.000 متر.
- 2007 برمينغهام  المملكة المتحدة:  ميدالية فضية في سباق 3.000 متر.

### بطولة أوروبا للعدو الريفي
- 2007 زامورا  إسبانيا:  ميدالية ذهبية في السباق الفردي.

## وصلات خارجية
- مارتا دومينغيث على موقع الاتحاد الدولي لألعاب القوى (الإنجليزية)
- مارتا دومينغيث على موقع الاتحاد الأوروبي لألعاب القوى (الإنجليزية)
- مارتا دومينغيث على موقع اللجنة الأولمبية الدولية (الإنجليزية)
- مارتا دومينغيث على موقع أوليمبيديا (الإنجليزية)